# Lantfrid (Säben)
Lantfrid von Säben war von etwa 845 bis 875 Bischof im Bistum Säben (heute: Bozen-Brixen).
852 nahm er an der Synode in Mainz, 868 an der Synode von Worms teil, die langwirkende kirchenrechtliche Beschlüsse fasste.